# أوتو كالر
أوتو كالر (بالألمانية: Otto Kahler) (و. 1849 – 1893 م) هو طبيب، وطبيب باطني، وبروفيسور، وعالم أمراض نمساوي، ولد في براغ، توفي في فيينا، عن عمر يناهز 44 عاماً.